# Heligmonevra kumaunensis
Heligmonevra kumaunensis är en tvåvingeart som beskrevs av Joseph och Parui 1980. Heligmonevra kumaunensis ingår i släktet Heligmonevra och familjen rovflugor.
Artens utbredningsområde är Uttar Pradesh (Indien). Inga underarter finns listade i Catalogue of Life.